# Opus signinum

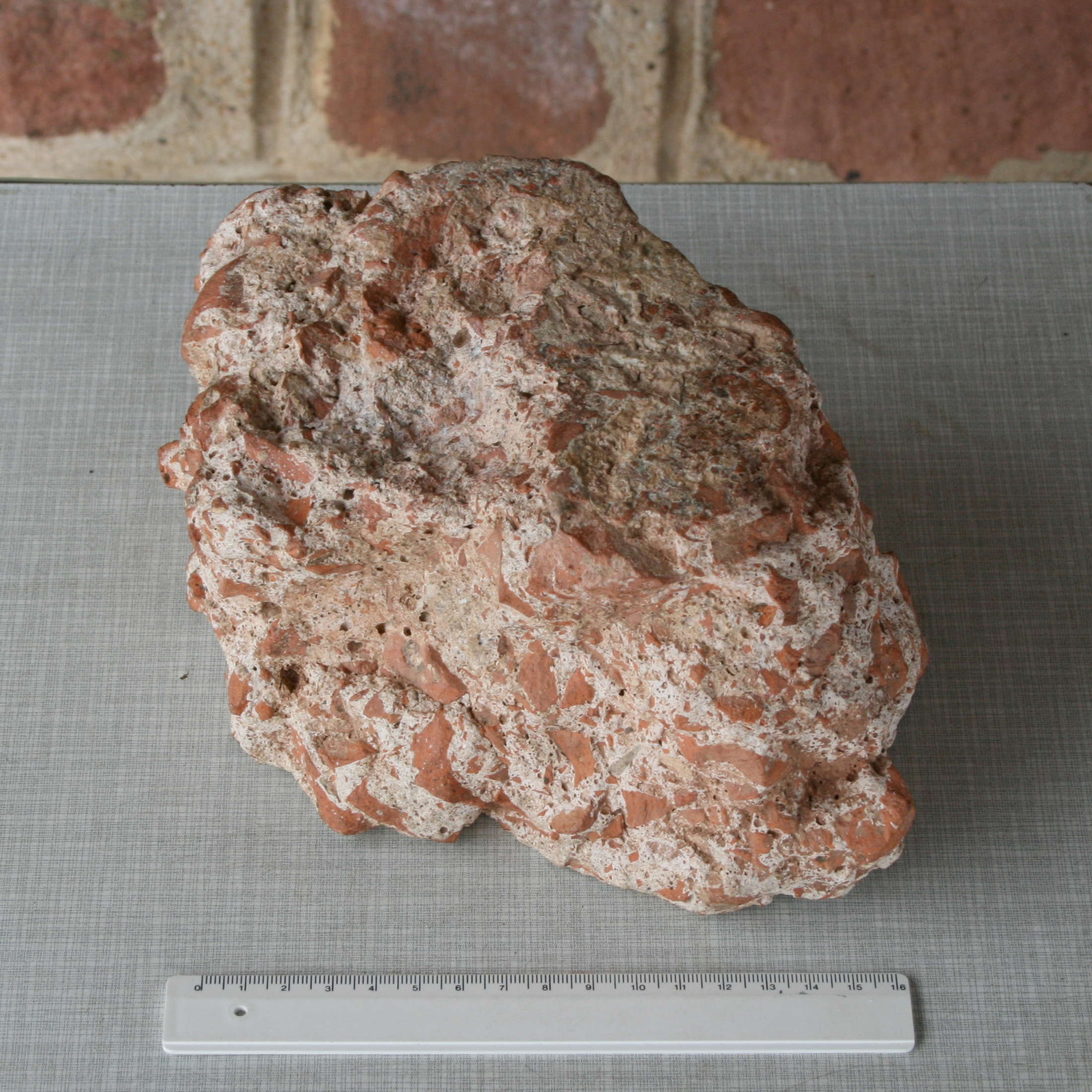
Opus signinum-Brocken aus der Römischen Villa Haselburg bei Höchst i. Odw.

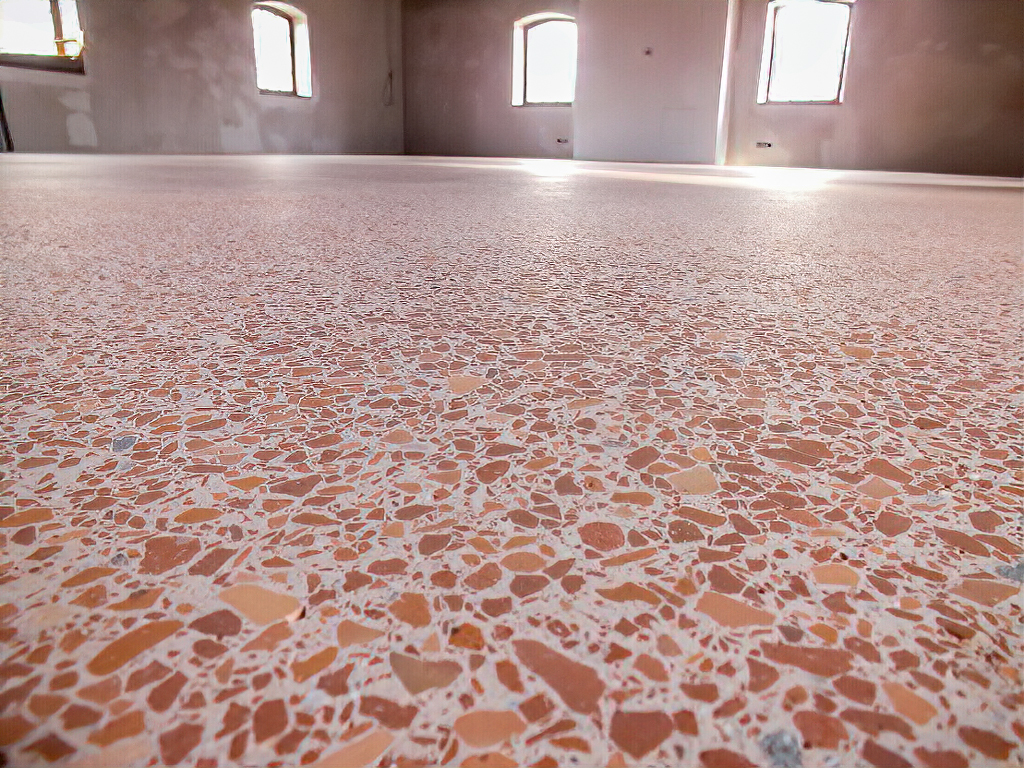
Rekonstruktion eines römischen Opus signinum im Europäischen Kulturpark Bliesbruck-Reinheim

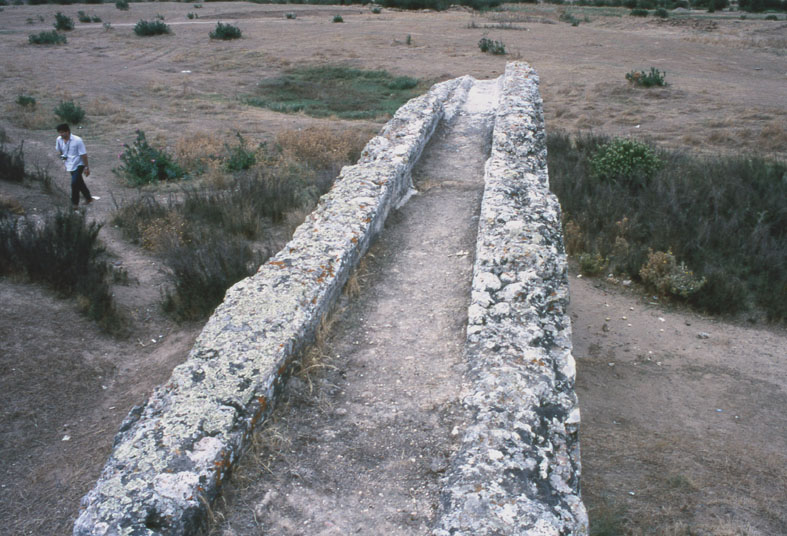
Das Aquädukt von Itálica in der Nähe von Sevilla war mit Opus signinum ausgekleidet.

Opus signinum (lat. für „Werk aus Signia“, Ort in der Region Latium, heute Segni) bezeichnet einen Estrichmörtel zur Herstellung von Fußböden und wasserdichten Wänden, der seit dem 1. Jahrhundert v. Chr. bis ins 2. Jahrhundert n. Chr. in der römischen Baukunst in Verwendung war.
Es wird angenommen, dass es sich um ein ähnliches Material handelt, wie es heute in Italien für die als Cocciopesto bekannte Technik verwendet wird. Es ist jedoch umstritten, ob ebenso wie bei Cocciopesto auch Ziegelmehl und -splitt beigesetzt wurden.
Opus caementicium ist ein ähnlich zusammengesetzter römischer Baustoff aus gröberen Zuschlagstoffen, der wie moderner Beton verarbeitet wurde.

## Beschreibung
Opus signinum besteht je nach regionaler Verfügbarkeit aus einem Gemisch von groben und feinen Kiesen und Sanden, Branntkalk, Ziegelmehl, Terracotta- oder Keramikfragmenten und natürlichen Puzzolanen.
Die Zuschläge wurden auf eine passende Größe heruntergebrochen, mit dem Bindemittel vermischt und mit einer Handramme verdichtet.
Plinius der Ältere beschreibt in seiner Naturalis Historia die Herstellung: „Sogar zerbrochene Töpferwaren wurden verwendet; man fand, dass diese, zu Pulver zerstoßen und mit Kalk vermischt, eine härtere und haltbarere Masse ergeben als andere Substanzen ähnlicher Natur; es bildet den als Signine bekannten Zement, der so beliebt ist, dass sogar die befestigten Flächen an Gebäuden daraus gefertigt werden.“
Der erhärtete Estrich wurde mit einer Schicht aus Leinöl, in Rotwein gelöschtem Kalk, Wachs oder Teer überzogen und solange bearbeitet, bis die Oberfläche glatt wie Marmor wurde (siehe auch Glättetechnik). Das Leinöl bildet dabei mit dem noch nicht abgebundenen Calciumhydroxid weitgehend wasserunlösliche Kalkseifen, welche die Oberfläche relativ wasserdicht machen; dieser Effekt wird auch beim marokkanischen Tadelakt-Verputz genutzt.
Weite Verbreitung erlangte Opus signinum als einfachste und ursprünglichste Form der Bodengestaltung in römischen Häusern in der Art von Terrazzo. Teilweise wurden in den Estrich weiße oder schwarze (selten bunte) Steinwürfel, Kiesel oder Scherben zu unstrukturierten Flächen oder ornamentalen Mosaiken gesetzt.
Darüber hinaus fand Opus signinum aufgrund seiner Wasserundurchlässigkeit beim Ausbau von Aquädukten, Wasserbecken und Brunnen Anwendung.

## Geschichte
Die Technik wurde von den Phöniziern entwickelt. Sie ist zum ersten Mal im frühen 7. Jahrhundert v. Chr. auf Tel el-Burak bezeugt, später in den phönizischen Kolonien in Nordafrika (vor 256 v. Chr.), und verbreitete sich nach Sizilien und schließlich auf die Italienische Halbinsel. Signinum-Fußböden waren in den punischen Städten Nordafrikas weit verbreitet, ebenso wie vielfach auch in hellenistischen Gebäuden Siziliens.
Obwohl auch in Rom mit Opus signinum befestigte Flächen gefunden wurden, fand die Technik dort keine weite Verbreitung. Im ersten Jahrhundert v. Chr. wurde Signinum zwar sowohl in Privathäusern als auch in öffentlichen Gebäuden immer beliebter, wurde aber im zweiten Jahrhundert n. Chr. von ornamentaleren Oberflächenbelägen abgelöst.
Vitruv beschrieb den Herstellungsprozess von Fußböden aus Mosaikfliesen und Signinum.